# E're
E're (kinesiska: 俄热乡, 俄热) är en socken i Kina. Den ligger i provinsen Sichuan, i den sydvästra delen av landet, omkring 270 kilometer nordväst om provinshuvudstaden Chengdu. Antalet invånare är 2 908. Befolkningen består av 1 445 kvinnor och 1 463 män. Barn under 15 år utgör 22,0 %, vuxna 15-64 år 69 %, och äldre över 65 år 8,0 %.
Genomsnittlig årsnederbörd är 1 007 millimeter. Den regnigaste månaden är juni, med i genomsnitt 246 mm nederbörd, och den torraste är december, med 2 mm nederbörd.